# Cheetah (raperka)
Cheetah (kor. 치타, ur. 25 maja 1990), właśc. Kim Eun-young (Hangul: 김은영) – południowokoreańska raperka. Cheetah zyskała sławę jako zwyciężczyni konkursu telewizyjnego Unpretty Rapstar. Zadebiutowała w 2010 roku piosenką „Stop (Money Can’t Buy Me Love)” jako część duetu Blacklist; należy do agencji C9 Entertainment.

## Kariera
Przed debiutem w branży muzycznej, Cheetah pierwotnie występowała jako undergroundowa raperka na ulicach po rzuceniu szkoły średniej. Jednak w lipcu 2010 roku oficjalnie zadebiutowała z piosenką „Stop (Money Can’t Buy Me Love)” w ramach hip-hopowego duetu Blacklist. Z drugą członkinią Lucy, duet wydał jeszcze piosenkę „Nothing Lasts Forever”, jednak grupa wkrótce się rozpadła.
Po Blacklist Cheetah odbyła kilka solowych występów, w tym występowała w innych utworach raperów, a także pojawiła się w programie telewizyjnym Show Me The Money. W 2012 roku dołączyła do hip-hopowego artysty Crusha tworząc kolejny duet o nazwie Masterpiece. Duet wydał singel Rhythm Genius, z głównym utworem „Rollercoaster” w maju 2012 roku. Ponownie, grupa została słabo przyjęta przez publiczność, co doprowadziło do jej rozpadu.
W czerwcu 2014 roku Cheetah wydała swój pierwszy minialbum, zatytułowany Cheetah Itself. Minialbum zaprezentował jej mocny rap i zwrócił uwagę na jej talent jako artystki solowej. Album pomógł jej w dostaniu się jako zawodniczki do rapowego programu survivalowego Unpretty Rapstar. Na początku 2015 roku Cheetah została ujawniona jako jedna z uczestniczek programu telewizyjnego Unpretty Rapstar. W konkursie wzięły udział również członkinie Lucky J – Jessi, raperkę grupy k-popowej AOA  – Jimin oraz inne undergroundowe raperki. W finale programu Cheetah została ogłoszona zwycięzcą.

## Dyskografia

### Minialbumy
- Cheetah Itself (2014)
- 28 Identity (2018)

### Single
| Rok                                            | Tytuł                                           | Najwyższa pozycja   | Sprzedaż            | Album               |
| Rok                                            | Tytuł                                           | Gaon                | Sprzedaż            | Album               |
| Jako główny artysta                            | Jako główny artysta                             | Jako główny artysta | Jako główny artysta | Jako główny artysta |
| ---------------------------------------------- | ----------------------------------------------- | ------------------- | ------------------- | ------------------- |
| 2014                                           | „Expectation” (기대) feat. Morra                | –                   |                     | Cheetah Itself      |
| 2015                                           | „Coma 07'”                                      | 4                   | - KOR: 426 120      | Unpretty Rapstar 1  |
| 2015                                           | „Like Nobody Knows” (아무도 모르게) feat. Ailee | 4                   | - KOR: 691 246      | Unpretty Rapstar 1  |
| 2015                                           | „My Number”                                     | 18                  | - KOR: 151 734      | —                   |
| 2015                                           | „Star Wars”                                     | –                   |                     | —                   |
| 2016                                           | „Not Today”                                     | –                   | - KOR: 16 373       | —                   |
| 2017                                           | „Style Diet” feat. Kangnam                      | –                   |                     | —                   |
| 2017                                           | „Blurred Lines” feat. Hanhae                    | –                   |                     | —                   |
| Współpraca                                     |                                                 |                     |                     |                     |
| 2015                                           | „My Type” z Jessi feat. Kangnam                 | 3                   | - KOR: 778 193      | Unpretty Rapstar 1  |
| 2016                                           | „Can You Feel Me” (사랑이 온다) z Baek Ji-young | 7                   | - KOR: 181 332      | —                   |
| 2017                                           | „Don't Speak” z Ali                             | –                   |                     | —                   |
| „–” oznacza, że wydawnictwo nie było notowane. |                                                 |                     |                     |                     |

## Filmografia

### Programy rozrywkowe
| Rok  | Tytuł                              | Stacja telewizyjna | Uwagi                               |
| ---- | ---------------------------------- | ------------------ | ----------------------------------- |
| 2015 | Unpretty Rapstar                   | Mnet               | uczestniczka (zwycięzca)            |
| 2015 | I Live Alone                       | MBC                | gościnnie (odc. 107-108)            |
| 2015 | King of Mask Singer                | MBC                | jako Naratmalssami (odc. 27)        |
| 2015 | Get it Beauty                      | OnStyle            | gościnnie (26.08.2015)              |
| 2015 | Witch Hunt                         | JTBC               | gościnnie (odc. 118)                |
| 2015 | Taxi                               | tvN                | gościnnie (31.03.2015)              |
| 2015 | Yaman TV                           | Mnet               | gościnnie (odc. 12)                 |
| 2015 | You Hee-yeol's Sketchbook          | KBS2               | gościnnie (odc. 283)                |
| 2016 | Produce 101                        | Mnet               | trenerka                            |
| 2016 | Hip Hop Tribe                      | JTBC               | producent                           |
| 2016 | Hip Hop Tribe 2: Game of Thrones   | JTBC               | producent                           |
| 2016 | Two Yoo Project Sugar Man          | JTBC               | uczestniczka, zwyciężczyni (odc 18) |
| 2016 | Hello Counselor                    | KBS2               | gościnnie (odc. 266)                |
| 2016 | Happy Together                     | KBS2               | gościnnie (odc. 438)                |
| 2016 | Immortal Songs: Singing the Legend | KBS                | uczestniczka (odc 303)              |
| 2017 | Produce 101 Season 2               | Mnet               | trenerka                            |
| 2017 | Strong My Way                      | SBS Mobidic        | członek osady                       |
| 2017 | Fantastic Duo                      | SBS                | gość specjalny (odc 20)             |
| 2017 | One Night Food Trip                | OnStyle            | gościnnie (odc. 15-18)              |
| 2017 | Taxi                               | tvN                | gościnnie (odc. 486)                |
| 2018 | Living Together in Empty Room      | MBC                | gospodarz (odc. 24-26)              |
| 2018 | High School Rapper                 | Mnet               | mentorka                            |
| 2018 | Produce 48                         | Mnet               | trenerka                            |
| 2019 | Produce X 101                      | Mnet               | trenerka                            |

### Seriale
| Rok  | Tytuł             | Rola                           | Stacja telewizyjna |
| ---- | ----------------- | ------------------------------ | ------------------ |
| 2016 | Ukssi Nam Jung-gi | cameo, odc. 13 (jako ona sama) | JTBC               |